# Pteraster flabellifer
Pteraster flabellifer är en sjöstjärneart som beskrevs av Ole Theodor Jensen Mortensen 1933. Pteraster flabellifer ingår i släktet Pteraster och familjen knubbsjöstjärnor. Inga underarter finns listade i Catalogue of Life.